# Association Sportive de Saint-Étienne Loire 2013-2014 (femminile)
Questa voce raccoglie le informazioni riguardanti la squadra femminile dell'Association Sportive de Saint-Étienne Loire nelle competizioni ufficiali della stagione 2013-2014.

## Divise e sponsor
La grafica è la stessa adottata dal Saint-Étienne maschile. Lo sponsor tecnico, forniture delle tenute da gioco, è Adidas, mentre lo sponsor ufficiale è Winamax.
| Casa | Trasferta | 3ª tenuta |

## Organigramma societario
Area tecnica
- Allenatore: Hervé Didier
- Vice allenatore: Patrick Brossat
- Preparatore dei portieri: Cyrille Clavel

## Rosa
Rosa, ruoli e numeri di maglia come da sito ufficiale, aggiornato al 15 marzo 2015.
| N. |                    | Ruolo | Calciatrice            |
| -- | ------------------ | ----- | ---------------------- |
| 1  | Francia (bandiera) | P     | Méline Gérard          |
| 3  | Francia (bandiera) | D     | Ophélie Brevet         |
| 4  | Francia (bandiera) | D     | Charlotte Lorgeré      |
| 5  | Francia (bandiera) | D     | Saïda Akherraze        |
| 6  | Francia (bandiera) | C     | Aude Moreau (capitano) |
| 7  | Francia (bandiera) | C     | Alexandra Atamaniuk    |
| 8  | Francia (bandiera) | C     | Candice Gherbi         |
| 9  | Francia (bandiera) | A     | Sarah Palacin          |
| 10 | Francia (bandiera) | C     | Julie Morel            |
| 11 | Francia (bandiera) | A     | Audrey Chaumette       |
| 12 | Francia (bandiera) | D     | Ludivine Coulomb       |
| 13 | Francia (bandiera) | C     | Barbara Bouchet        |
| 14 | Francia (bandiera) | C     | Nora Coton-Pélagie     |
| 17 | Francia (bandiera) | A     | Rose Lavaud            |

| N. |                    | Ruolo | Calciatrice        |
| -- | ------------------ | ----- | ------------------ |
| 18 | Francia (bandiera) | D     | Julie Debever      |
| 20 | Francia (bandiera) | D     | Morgane Courteille |
| 21 | Francia (bandiera) | C     | Maéva Clémaron     |
| 22 | Francia (bandiera) | A     | Caroline Audemar   |
| 23 | Francia (bandiera) | C     | Teninsoun Sissoko  |
| 24 | Francia (bandiera) | D     | Amandine Soulard   |
| 25 | Francia (bandiera) | D     | Anaïs Chareyron    |
| 26 | Francia (bandiera) | D     | Charlotte Gauvin   |
| 28 | Francia (bandiera) | A     | Laura Bouillot     |
| 30 | Francia (bandiera) | P     | Florine Mihatsek   |
| 32 | Francia (bandiera) | D     | Léonie Multari     |
| 33 | Francia (bandiera) | A     | Léonie Fleury      |
| 33 | Francia (bandiera) | C     | Marianne Brun      |
|    | Francia (bandiera) | P     | Laura Suchère      |

## Calciomercato

### Sessione estiva
| Acquisti | Acquisti            | Acquisti            | Acquisti |
| R.       | Nome                | da                  | Modalità |
| -------- | ------------------- | ------------------- | -------- |
| C        | Saïda Akherraze     | Paris Saint-Germain | [ 4 ]    |
| C        | Julie Morel         | Condéen             | [ 4 ]    |
| C        | Alexandra Atamaniuk | Vendenheim          | [ 4 ]    |
| C        | Barbara Bouchet     | Le Puy              | [ 4 ]    |
| C        | Nora Coton-Pélagie  | Issy-les-Moulineaux | [ 4 ]    |
| A        | Laura Bouillot      | Yzeure              | [ 4 ]    |

| Cessioni | Cessioni          | Cessioni | Cessioni   |
| R.       | Nome              | a        | Modalità   |
| -------- | ----------------- | -------- | ---------- |
| P        | Julie Perrodin    | Claix    | [ 4 ]      |
| D        | Ophélie Brevet    |          | [ 4 ]      |
| D        | Mégane Catalano   | Yzeure   | [ 4 ]      |
| C        | Amélie Barbetta   |          | ritirata   |
| A        | Anne-Marie Banuta | Rodez    | [ 4 ]      |
| A        | Megan Manthey     | Stjarnan | [ 4 ]      |
| A        | Anaïs Ribeyra     | Rodez    | [ 4 ]      |
| A        | Tseng Chu O       |          | svincolata |

### Sessione invernale
| Acquisti | Acquisti       | Acquisti | Acquisti                         |
| R.       | Nome           | da       | Modalità                         |
| -------- | -------------- | -------- | -------------------------------- |
| D        | Ophélie Brevet |          | ripresa dell'attività agonistica |

| Cessioni | Cessioni         | Cessioni | Cessioni |
| R.       | Nome             | a        | Modalità |
| -------- | ---------------- | -------- | -------- |
| D        | Ludivine Coulomb | Le Puy   | [ 5 ]    |
| A        | Laura Bouillot   | Digione  | [ 5 ]    |

## Risultati

### Division 1

#### Girone di andata
| Arbitro: | Maubacq |

|                                         |           |           |
| Makanza 27’ Öqvist 29’ Ramos 39’ (rig.) | Marcatori | 76’ Morel |

| Arbitro: | Guillemin |

|                  |           |             |
| Coton-Pélagie 6’ | Marcatori | 30’ Hurault |

| Arbitro: | Buffart |

|  |           |                                     |
|  | Marcatori | 7’ Chaumette 49’, 79’ Coton-Pélagie |

| Arbitro: | Guillemin |

|  |           |                                              |
|  | Marcatori | 50’ Thiney 82’ (rig.) Machart 90+3’ Tounkara |

| Arbitro: | Ily |

|  |           |                                                         |
|  | Marcatori | 27’ Lavaud 43’ Coton-Pélagie 47’ Atamaniuk 72’ Bouillot |

| Arbitro: | Buffart |

|           |           |                                                              |
| Morel 69’ | Marcatori | 6’ Schelin 13’ Tonazzi 56’ Rapinoe 56’ Thomis 72’ Dickenmann |

| Arbitro: | Labadot-Cadinot |

|               |           |  |
| Dacquigny 74’ | Marcatori |  |

| Arbitro: | Nicolosi |

|                                                 |           |  |
| Bresonik 13’, 34’, 60’ Horan 14’ Boulleau 90+1’ | Marcatori |  |

| Arbitro: | Zaouak |

|  |           |                    |
|  | Marcatori | 84’, 90+3’ Ribeyra |

| Arbitro: | Coppola |

|                                |           |             |
| Courteille 5’ (aut.) Blais 31’ | Marcatori | 45’ Palacin |

| Arbitro: | Ily |

|           |           |                        |
| Lavaud 4’ | Marcatori | 38’ Boudaud 67’ Dumont |

#### Girone di ritorno
| Arbitro: | Buffart |

|  |           |                                  |
|  | Marcatori | 23’ Morel 36’ Lavaud 66’ Palacin |

| Saint-Etienne 22 dicembre 2013, ore 14:30 CET 13ª giornata | Saint-Étienne | 0 – 0 referto | Hénin-Beaumont | Stadio Léo Nautin (100 spett.)\| Arbitro: \| Zinck \| |
| Arbitro:                                                   | Zinck         |               |                |                                                       |

| Arbitro: | Meunier |

|                         |           |            |
| Brétigny 56’ Thiney 89’ | Marcatori | 17’ Moreau |

| Arbitro: | Zaouak |

|                              |           |  |
| Coton-Pélagie 21’ Lavaud 75’ | Marcatori |  |

| Arbitro: | Frappart |

|                                                        |           |            |
| Tonazzi 11’ Dickenmann 18’ Lavaud 31’ (aut.) Abily 42’ | Marcatori | 16’ Gherbi |

| Arbitro: | Guillemin |

|                |           |           |
| Courteille 68’ | Marcatori | 85’ Elwis |

| Saint-Étienne 23 marzo 2014, ore 15:00 CET 18ª giornata | Saint-Étienne | 0 – 0 referto | Paris Saint-Germain | Stadio Léon Nautin (300 spett.)\| Arbitro: \| Ily \| |
| Arbitro:                                                | Ily           |               |                     |                                                      |

| Arbitro: | Coppola |

|                    |           |            |
| Haupais 55’ (rig.) | Marcatori | 44’ Gherbi |

| Arbitro: | Lasalle |

|  |           |                       |
|  | Marcatori | 15’ Chalabi 83’ Blais |

| Arbitro: | Labadot-Cadinot |

|  |           |             |
|  | Marcatori | 47’ Palacin |

| Arbitro: | Zaouak |

|             |           |             |
| Palacin 65’ | Marcatori | 42’ Makanza |

### Coppa di Francia
| Saint-Martin-en-Haut 26 gennaio 2014, ore --:-- CET 2º turno federale                                 | Saint-Martin-en-Haut | 1 – 8 referto                                                       | Saint-Étienne | Stadio municipale (1 000 spett.) |
| \| \| \| \| \| \| Marcatori \| ?’, ?’ Audemar ?’, ?’ Palacin ?’, ?’, ?’ Coton-Pélagie ?’ Atamaniuk \| |                      |                                                                     |               |                                  |
| |                      |                                                                     |               |                                  |
| | Marcatori            | ?’, ?’ Audemar ?’, ?’ Palacin ?’, ?’, ?’ Coton-Pélagie ?’ Atamaniuk |               |                                  |

| Arbitro: | Mougeot |

|                                             |           |  |
| Chaumette 10’ Lavaud 27’, 32’ Debever 90+1’ | Marcatori |  |

| Arbitro: | Zinck |

|                       |           |  |
| Schelin 35’, 75’, 85’ | Marcatori |  |

## Statistiche

### Statistiche di squadra
| Competizione     | Punti | In casa | In casa | In casa | In casa | In casa | In casa | In trasferta | In trasferta | In trasferta | In trasferta | In trasferta | In trasferta | Totale | Totale | Totale | Totale | Totale | Totale | DR  |
| Competizione     | Punti | G       | V       | N       | P       | Gf      | Gs      | G            | V            | N            | P            | Gf           | Gs           | G      | V      | N      | P      | Gf     | Gs     | DR  |
| ---------------- | ----- | ------- | ------- | ------- | ------- | ------- | ------- | ------------ | ------------ | ------------ | ------------ | ------------ | ------------ | ------ | ------ | ------ | ------ | ------ | ------ | --- |
| Division 1       | 43    | 11      | 1       | 5       | 5       | 7       | 17      | 11           | 4            | 1            | 6            | 16           | 18           | 22     | 5      | 6      | 11     | 23     | 35     | -12 |
| Coppa di Francia | -     | 1       | 1       | 0       | 0       | 4       | 0       | 2            | 1            | 0            | 1            | 8            | 4            | 3      | 2      | 0      | 1      | 12     | 4      | +8  |
| Totale           | -     | 12      | 2       | 5       | 5       | 11      | 17      | 13           | 5            | 1            | 7            | 24           | 22           | 25     | 7      | 6      | 12     | 35     | 39     | -4  |

### Andamento in campionato
| Giornata  | 1 | 2 | 3 | 4 | 5 | 6 | 7 | 8 | 9  | 10 | 11 | 12 | 13 | 14 | 15 | 16 | 17 | 18 | 19 | 20 | 21 | 22 |
| --------- | - | - | - | - | - | - | - | - | -- | -- | -- | -- | -- | -- | -- | -- | -- | -- | -- | -- | -- | -- |
| Luogo     | T | C | T | C | T | C | T | T | C  | T  | C  | T  | C  | T  | C  | T  | C  | C  | T  | C  | T  | C  |
| Risultato | P | N | V | P | V | P | P | P | P  | P  | P  | V  | N  | P  | V  | P  | N  | N  | N  | P  | V  | N  |
| Posizione | 9 | 8 | 6 | 6 | 6 | 7 | 8 | 9 | 10 | 11 | 11 | 10 | 10 | 10 | 10 | 10 | 10 | 10 | 10 | 11 | 10 | 9  |

Legenda:

Luogo: C = Casa; T = Trasferta. Risultato: V = Vittoria; N = Pareggio; P = Sconfitta.

### Statistiche delle giocatrici
| Giocatore        | Division 1 | Division 1 | Division 1  | Division 1 | Coppa di Francia | Coppa di Francia | Coppa di Francia | Coppa di Francia | Totale   | Totale | Totale      | Totale     |
| Giocatore        | Presenze   | Reti       | Ammonizioni | Espulsioni | Presenze         | Reti             | Ammonizioni      | Espulsioni       | Presenze | Reti   | Ammonizioni | Espulsioni |
| ---------------- | ---------- | ---------- | ----------- | ---------- | ---------------- | ---------------- | ---------------- | ---------------- | -------- | ------ | ----------- | ---------- |
| S. Akherraze     | 3          | 0          | 1           | 0          | -                | -                | -                | -                | 3        | 0      | 1           | 0          |
| A. Atamaniuk     | 13         | 1          | 2           | 0          | 3                | 1                | 0                | 0                | 16       | 2      | 2           | 0          |
| C. Audemar       | 9          | 0          | 1           | 0          | 3                | 2                | 0                | 0                | 12       | 2      | 1           | 0          |
| B. Bouchet       | 1          | 0          | 0           | 0          | -                | -                | -                | -                | 1        | 0      | 0           | 0          |
| L. Bouillot      | 6          | 1          | 0           | 0          | -                | -                | -                | -                | 6        | 1      | 0           | 0          |
| O. Brevet        | 0          | 0          | 0           | 0          | 0                | 0                | 0                | 0                | 0        | 0      | 0           | 0          |
| M. Brun          | 2          | 0          | 0           | 0          | -                | -                | -                | -                | 2        | 0      | 0           | 0          |
| A. Chareyron     | 1          | 0          | 0           | 0          | 1                | 0                | 0                | 0                | 2        | 0      | 0           | 0          |
| A. Chaumette     | 13         | 1          | 0           | 0          | 1                | 1                | 0                | 0                | 14       | 2      | 0           | 0          |
| M. Clémaron      | 16         | 0          | 4           | 0          | 1                | 0                | 0                | 0                | 17       | 0      | 4           | 0          |
| N. Coton-Pélagie | 16         | 5          | 0           | 0          | 1                | 3                | 0                | 0                | 17       | 8      | 0           | 0          |
| L. Coulomb       | 2          | 0          | 0           | 0          | -                | -                | -                | -                | 2        | 0      | 0           | 0          |
| M. Courteille    | 17         | 1          | 4           | 0          | 2                | 0                | 0                | 0                | 19       | 1      | 4           | 0          |
| J. Debever       | 20         | 0          | 4           | 0          | 3                | 1                | 1                | 0                | 23       | 1      | 5           | 0          |
| L. Fleury        | 4          | 0          | 0           | 0          | 1                | 0                | 0                | 0                | 5        | 0      | 0           | 0          |
| C. Gauvin        | 20         | 0          | 1           | 0          | 1                | 0                | 0                | 0                | 21       | 0      | 1           | 0          |
| M. Gérard        | 20         | -27        | 2           | 0          | 3                | -4               | 0                | 0                | 23       | -31    | 2           | 0          |
| C. Gherbi        | 18         | 2          | 0           | 0          | 3                | 0                | 0                | 0                | 21       | 2      | 0           | 0          |
| R. Lavaud        | 21         | 4          | 0           | 0          | 3                | 2                | 1                | 0                | 24       | 6      | 1           | 0          |
| C. Lorgeré       | 8          | 0          | 0           | 0          | 2                | 0                | 0                | 0                | 10       | 0      | 0           | 0          |
| F. Mihatsek      | 2          | -8         | 0           | 0          | -                | -                | -                | -                | 2        | -8     | 0           | 0          |
| A. Moreau        | 22         | 1          | 0           | 0          | 2                | 0                | 0                | 0                | 24       | 1      | 0           | 0          |
| J. Morel         | 22         | 3          | 1           | 0          | 3                | 0                | 0                | 0                | 25       | 3      | 1           | 0          |
| L. Multari       | 7          | 0          | 3           | 0          | 1                | 0                | 0                | 0                | 8        | 0      | 3           | 0          |
| S. Palacin       | 20         | 4          | 2           | 0          | 3                | 2                | 0                | 0                | 23       | 6      | 2           | 0          |
| T. Sissoko       | 5          | 0          | 0           | 0          | 2                | 0                | 0                | 0                | 7        | 0      | 0           | 0          |
| A. Soulard       | 18         | 0          | 2           | 0          | 1                | 0                | 0                | 0                | 19       | 0      | 2           | 0          |
| C. Velay         | -          | -          | -           | -          | -                | -                | -                | -                | -        | -      | -           | -          |